# Moeder Brugse
Moeder Brugse is een mannelijke studentenclub aan de Katholieke Universiteit Leuven, gesticht in 1886. Moeder Brugse is een van de vijf West-Vlaamse studentenclubs onder de overkoepelende West-Vlaamse Gilde, die op zijn beurt deel uitmaakt van het Seniorenkonvent Leuven. 

## Voorgeschiedenis
Vanaf de 13e eeuw waren Brugse studenten te vinden in Parijs, waar ze zich aansloten bij de Picardische Natie. Men vond ze verder in Montpellier, Angers, Orléans, Padua, Bologna, waar ze meestal onder de Germaanse Natie ressorteerden. In de 15e eeuw kwamen daar nog Dole en Leuven bij.
In Leuven vond men de Bruggelingen voornamelijk in de Pedagogie De Lelie en vanaf de 17e eeuw ook in de Pedagogie Het Varken. De Brugse stadsbibliotheek bewaart het Handschrift 389, dat de statuten en activiteiten bevat van 1694 tot 1760 van de Alma Brugensium Congregatio, de studentenclub voor de Brugse studenten wijsbegeerte in Leuven.

## Geschiedenis
De club Moeder Brugse werd gesticht in 1886 door Albéric Ruzette die toen twintig was en later gouverneur van West-Vlaanderen, volksvertegenwoordiger en Belgisch minister van Landbouw werd. De notulen van de activiteiten tijdens de eerste tien jaar zijn verdwenen. Slechts vanaf 1896 is bekend wie de leden waren van de vereniging.
De vereniging werd de ontmoetingsplaats van de Brugse studenten, van wie de meesten elkaar in het Sint-Lodewijkscollege hadden leren kennen. In 1907 werd Karel De Wolf de preses. Hij schreef over die tijd herinneringen onder de titels Student op zijn Brugs en President van 't jaar zeven. De studentenpet kwam in voege en de leden van 'Moeder Brugse' waren de eerste om ze te dragen. In een lichtstoet die toen doorging, veroverde Moeder Brugse de eerste prijs met een schip dat door Joe English was ontworpen.

## Beschrijving

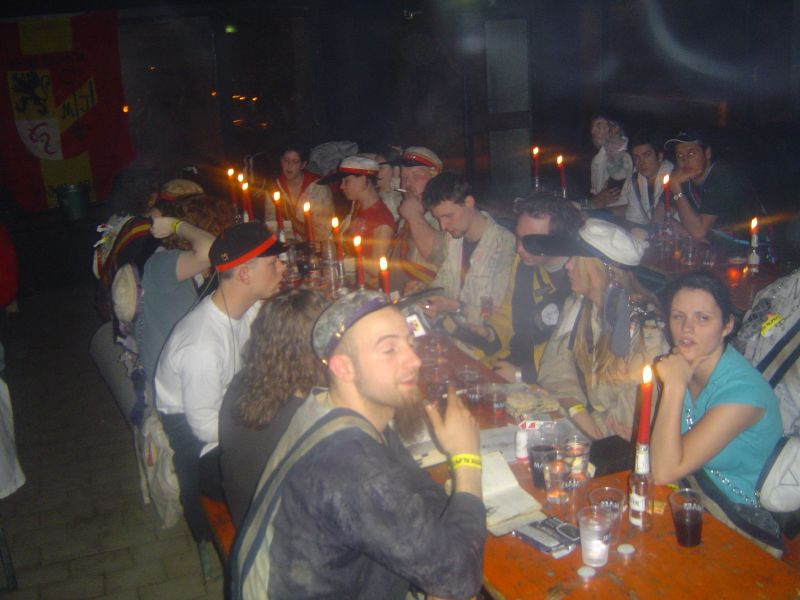
Leden van een studentenclub op een cantus.

De hoogstudentenclub Moeder Brugse verenigt leden uit Brugge en de Brugse regio. De club beschrijft zichzelf als patriottisch en beoefent de traditionele activiteiten die geassocieerd zijn met Leuvense studentenclubs in het Seniorenkonvent, waaronder het organiseren van cantussen (drank- en zangfestijnen), het initiëren van nieuwe leden in een studentendoop ofwel ontgroening, brouwerijbezoeken, deelname aan stoeten en carnavalsvieringen, het organiseren van een jaarlijks bal, en gezamenlijke reizen.

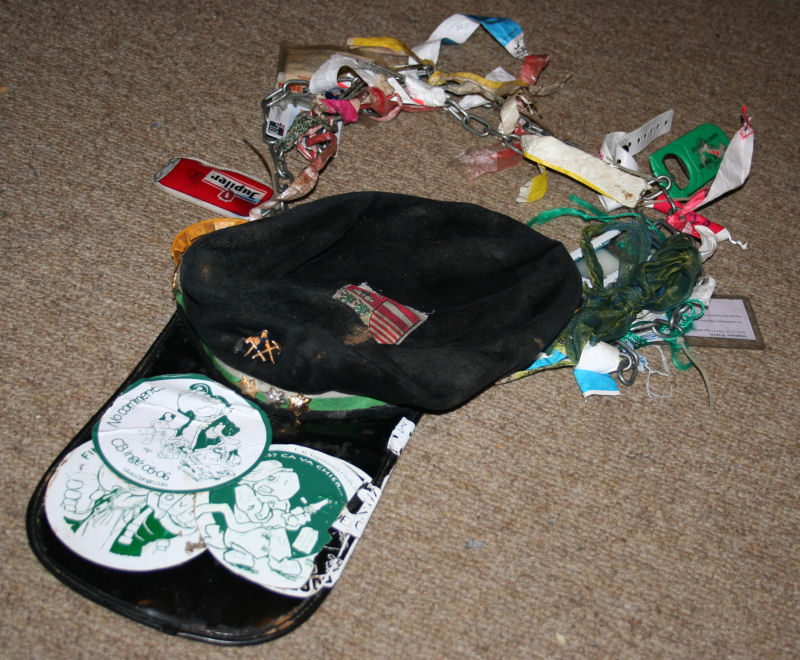
Een studentenpet.

 De lijfspreuk van de club luidt: Leuven voor een Tijd. Brugge voor Altijd !  De studentenclub beoefent de studentikoze tradities geassocieerd met het seniorenkonvent, zoals het zingen van clubliederen (er zijn er twee) en andere liederen uit de studentencodex, drankpartijen, studentendopen ter initiatie van nieuwe leden, en het dragen van vlaggen, linten en petten met de clubsymbolen tijdens activiteiten.
De kenmerkende clubkleuren zijn die van de stad Brugge: rood, wit en van het Brugse Vrije: blauw en wit. De linkerhelft van het wapenschild van de club toont de Brugse leeuw en de rechterhelft is ingevuld met de zirkel. Het stamcafé in Leuven heet Ambiorix. De club vergadert in Brugge tijdens weekends en vakanties. De archieven van de club worden bewaard in het stadsarchief van Brugge.

## Problematiek en reglementering
De traditionele studentendopen bij (Leuvense) studentenclubs komen af en toe in opspraak, bijvoorbeeld na aanklachten betreffende dierenmishandeling in 2013. De Universiteit Leuven richtte als reactie daarop een doopcharter op in een poging de studentendopen bij clubs en verenigingen veiliger te maken en te reglementeren. Door het ondertekenen van het charter verbindt een vereniging zich ertoe aan de stad door te geven waar en wanneer hun doop zal plaatsvinden, geen levende gewervelde dieren te gebruiken tijdens dooprituelen, en zich te onthouden van onder andere het plegen van geweld, racisme, staking, afpersing, pesterijen, ongewenst seksueel gedrag en discriminatie. Tussen 2013 en 2019 weigerde Moeder Brugse het doopcharter te ondertekenen. In april 2019, volgend op de dood van een student in Leuven, werd besloten het doopcharter toch te ondertekenen, samen met 27 andere clubs van het Seniorenkonvent die daarvoor nog niet getekend hadden.

## Bekende leden
- professor Albin Van Hoonacker, erevoorzitter
- professor Jozef Bittremieux, erevoorzitter
- kanunnik Jozef Dochy, erevoorzitter
- baron Albéric Ruzette, stichter
- Karel De Wolf, apotheker en volkskundige
- ridder Jan de Spot, bankier, journalist en humoristisch schrijver
- Albert Coppé, volksvertegenwoordiger, minister, Eurocommissaris, hoogleraar
- Leopold De Schepper, arts, volksvertegenwoordiger, senator
- Lodewijk De Wolf, priester, historicus
- Alfons De Groeve, volksvertegenwoordiger, uitgever
- Richard Declerck, vrederechter, gouverneur van Antwerpen
- Albert De Jonghe, historicus
- jonkheer Jan-Baptist de Gheldere, burgemeester van Heist, voorzitter van de provincieraad
- Jan Van Houtte, historicus, hoogleraar
- jonkheer Aybert Rapaert de Grass, burgemeester van Hertsberge
- Johan Buytaert, arts, burgemeester van Dudzele
- Jan Daelemans, verzetsstrijder
- Herman De Meulenaere, egyptoloog, hoogleraar
- Hubert Peeters, arts, kunstverzamelaar
- baron Georges Stalpaert, hartchirurg, hoogleraar
- baron Jan Delva, magistraat, voorzitter van het Grondwettelijk Hof
- Pieter Leys, burgemeester van Sint-Andries, volksvertegenwoordiger
- baron Marc Verstraete, hoogleraar, medicus
- Paul Ducheyne, advocaat, voorzitter Cercle Brugge
- jonkheer Fernand Vandamme, advocaat, volksvertegenwoordiger, schepen
- Albert Raes, magistraat, administrateur-generaal van de Belgische Staatsveiligheid, consul van Marocco
- Johan Weyts, advocaat, senator
- Daniël De Clerck, advocaat, historicus
- Norbert Van Slambrouck, zanger, show-businessman
- Jan De Mey, notaris
- Marc Vanhoonacker, tandarts, historicus